# Dungeon Lords
Dungeon Lords est un jeu de rôle fantasy en temps réel conçu par David W. Bradley, au sein du studio Heuristic Park, et initialement publié en 2005 par DreamCatcher Interactive. Cependant, de nombreuses fonctionnalités ont été retirées de la première version afin de respecter la date de sortie annoncée. En 2006, le jeu a été republié sous le titre Dungeon Lords Collector's Edition avec l'ensemble des fonctionnalités manquantes.
En 2012, après la disparition de DreamCatcher Interactive et son acquisition ultérieure par Nordic Games, une version entièrement "remasterisée" nommée Dungeon Lords MMXII a été annoncée. Cette nouvelle édition est sortie le 28 septembre 2012 en Europe et le 5 octobre 2012 en Amérique du Nord.
Le 21 décembre 2015, une améliorée version du jeu intitulée Dungeon Lords Steam Edition a été commercialisée sur Steam.

## Système de jeu
Dungeon Lords comprend un système de combat en temps réel dans lequel les attaques sont contrôlables directement par la souris. Le jeu dispose de quêtes, de missions personnelles, d'un système de compétences et de capacités spéciales permettant de personnaliser le héros via un ensemble de races et de spécialisations de classe. Dungeon Lords peut être joué en solo ou multijoueur en passant par la création de groupes. Le système combat a été inspiré par les jeux vidéo de combat.

## Accueil
De nombreux joueurs ont rencontré des problèmes majeurs sur la première version du jeu. La rédaction de Computer Gaming World a ainsi noté la disparition de l'inventaire d'éléments indispensables pour terminer certaines quêtes, des PNJ qui se retrouvent bloqués, des quêtes majeures buggées ou bien des portes qui ne s'ouvrent pas. Le titre est le troisième jeu à recevoir la note de zéro étoiles sur cinq par le magazine.
Le jeu a reçu des critiques globalement défavorables selon l'agrégateur de notes Metacritic. De nombreuses rédactions ont critiqué la sortie initiale du jeu en estimant que cette première version n'était pas terminé et qu'elle avait été commercialisée trop tôt. Certains sont allés jusqu'à dire que le jeu est encore en phase de développement bêta. Steve Carter, du site Game Over, a écrit que Dungeon Lords marquait un nouveau standard dans la catégorie des jeux inachevés mais tout de même publiées. Dan Adams d'IGN a également commenté la sortie du jeu en déclarant le titre comme étant est un désastre, inachevé, non poli et ennuyant tout en déclarant être heureux de ne plus jamais avoir à y jouer. Enfin, Greg Kasavin de GameSpot a trouvé le jeu amusant mais déséquilibré et qu'il manquait d'importantes fonctionnalités dans la première version.

## Postérité
Une version Xbox était prévue mais a ensuite été annulée.
Le développement d'une suite, Dungeon Lords: The Orb and the Oracle, avait été initié et devait être disponible au quatrième trimestre 2009. Elle a ensuite été annulée à la suite des résultats d'études de marché et d'instabilités du moteur de jeu. Son contenu a finalement été ajouté à la version Dungeon Lords MMXII.[réf. nécessaire]